# 約翰尼斯堡證券交易所
約翰尼斯堡證券交易所（英語：JSE Limited，前稱JSE Securities Exchange或Johannesburg Stock Exchange，縮寫：JSE）又稱南非证券交易所，是非洲最大的證券交易所，位於南非最大城市約翰內斯堡的桑頓。2003年時有472家公司上市，2012年市值達到9030億美元，截至2013年12月31日，約翰尼斯堡證券交易所的市值已達10,070億美元。